# Winners
Winners es una película del año 2011.

## Sinopsis
Winners nos acerca a WIN, un proyecto puesto en marcha por la Cruz Roja Española en Liberia, un programa de integración social y laboral para mujeres vulnerables en Monrovia. Más de catorce años de guerras ha relegado estas mujeres al último escalón de la deprimida sociedad liberiana y las ha convertido en víctimas propiciatorias de una violencia de género que amenaza con institucionalizarse.